# Paradrina continentalis
Paradrina continentalis là một loài bướm đêm trong họ Noctuidae.